# Rebecca Marino

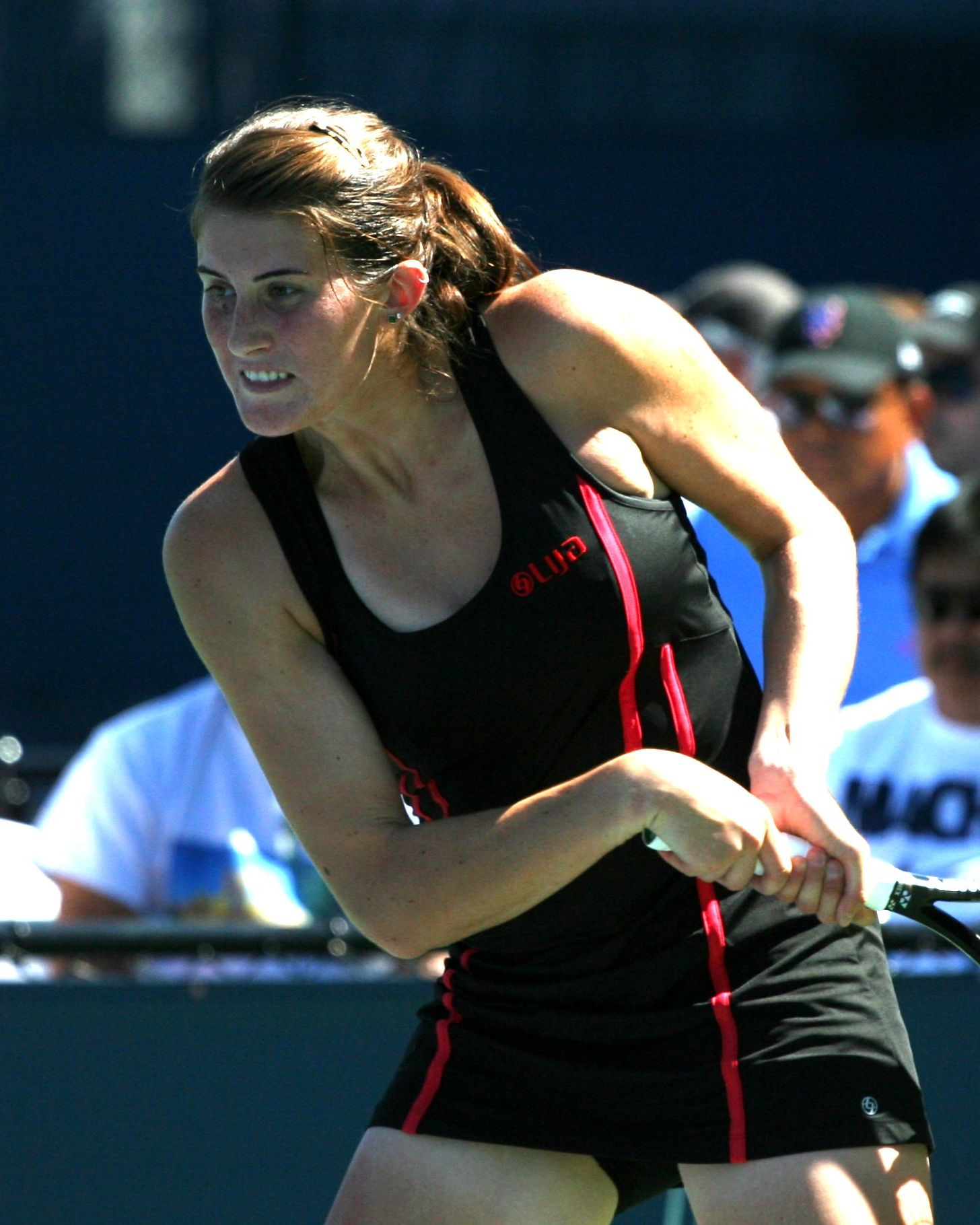
US Open 2011

Rebecca Catherine Marino (Toronto, 16 december 1990) is een professioneel tennisspeelster uit Canada. Marino begon met tennis toen zij tien jaar oud was. Haar favoriete ondergrond is hardcourt. Zij is actief in het internationale tennis sinds 2006.

## Loopbaan
In 2008 werd Marino professional, en in dat jaar won zij het ITF-toernooi van Trecastagni. In 2010 sneuvelde zij in de kwalificatieronden van de eerste drie grandslamtoernooien, maar voor het US Open 2010 wist zij een plek te bemachtigen – zij bereikte er de tweede ronde. In 2011 deed zij aan alle grandslamtoernooien mee, waarbij zij op Roland Garros haar beste grandslamresultaat behaalde: de derde ronde. In juli 2011 bereikte zij de 38e positie op de wereldranglijst in het enkelspel.
In 2012 kreeg zij problemen met de druk die een beroepsmatig tennisspeelster ondervindt en zij nam dat jaar een lange pauze. Op 21 februari 2013, op 22-jarige leeftijd, besliste zij om te stoppen met professioneel tennis. Zij worstelde reeds een zestal jaar met een depressie. Ook had zij genoeg van de negatieve reacties via de sociale media.
Zij ging Engelse literatuur studeren aan de Universiteit van Brits-Columbia. Eind januari 2018 pakte zij het beroepstennis weer op, en won meteen het eerste toernooi waaraan zij meedeed: het $15k ITF-toernooi van Antalya.
In 2021 won Marino haar eerste WTA-titel, op het dubbelspeltoernooi van Charleston, samen met de Taiwanese Liang En-shuo – in de finale versloegen zij Erin Routliffe en Aldila Sutjiadi.
In 2024 won zij haar tweede, met de Amerikaanse Carmen Corley aan haar zijde, op het WTA 125-toernooi van Tampico. In november won zij haar eerste WTA-titel in het enkelspel, op het WTA 125-toernooi van Midland.

### Tennis in teamverband
In de periode 2011–2024 maakte Marino deel uit van het Canadese Fed Cup-team – zij behaalde daar een winst/verlies-balans van 7–10.

## Posities op deWTA-ranglijst
Positie per einde seizoen:
| jaar | rang enkelspel | rang dubbelspel |
| ---- | -------------- | --------------- |
| 2007 | 954            | 990             |
| 2008 | 340            | 462             |
| 2009 | 182            | 273             |
| 2010 | 101            | 309             |
| 2011 | 63             | 906             |
| 2012 | 428            | 814             |
|      |                |                 |
| 2018 | 186            | 594             |
| 2019 | 286            | 514             |
| 2020 | 311            | 542             |
| 2021 | 144            | 174             |
| 2022 | 64             | 357             |
| 2023 | 176            | 1039            |

## Palmares
| Legenda                 |
| ----------------------- |
| Grandslamtoernooi       |
| Olympische Spelen       |
| Year-End Championships  |
| Premier Mandatory       |
| Premier Five / WTA 1000 |
| Premier / WTA 500       |
| International / WTA 250 |
| Challenger / WTA 125    |

### WTA-finaleplaatsen enkelspel
| nr.              | finale     | toernooi    | ondergrond    | tegenstandster       | score     |         |
| ---------------- | ---------- | ----------- | ------------- | -------------------- | --------- | ------- |
| gewonnen finales |            |             |               |                      |           |         |
| 1.               | 2024-11-10 | WTA Midland | hardcourt (i) | Alycia Parks         | 6-2, 6-1  | details |
| verloren finales |            |             |               |                      |           |         |
| 1.               | 2011-02-19 | WTA Memphis | hardcourt (i) | Magdaléna Rybáriková | 2-6, opg. | details |
| 2.               | 2025-06-15 | WTA Ilkley  | gras          | Iva Jovic            | 1-6, 3-6  | details |

### WTA-finaleplaatsen dubbelspel
| nr.              | finale     | toernooi       | ondergrond | partner       | tegenstandsters                     | score            |         |
| ---------------- | ---------- | -------------- | ---------- | ------------- | ----------------------------------- | ---------------- | ------- |
| gewonnen finales |            |                |            |               |                                     |                  |         |
| 1.               | 2021-07-31 | WTA Charleston | gravel     | Liang En-shuo | Erin Routliffe Aldila Sutjiadi      | 5-7, 7-5, [10-7] | details |
| 2.               | 2024-10-25 | WTA Tampico    | hardcourt  | Carmen Corley | Alina Kornejeva Polina Koedermetova | 6-3, 6-3         | details |
| verloren finales |            |                |            |               |                                     |                  |         |
| geen             |            |                |            |               |                                     |                  |         |

### Gewonnen ITF-toernooien enkelspel
| nr. | finale     | toernooi    | dotatie   | ondergrond    | tegenstandster in finale | score         |
| --- | ---------- | ----------- | --------- | ------------- | ------------------------ | ------------- |
| 01. | 2008-08-24 | Trecastagni | $10.000   | hardcourt     | Alice Moroni             | 6-2, 6-2      |
| 02. | 2010-09-26 | Saguenay    | $50.000   | hardcourt (i) | Alison Riske             | 6-4, 6-7, 7-6 |
| 03. | 2010-10-10 | Kansas City | $50.000   | hardcourt     | Edina Gallovits          | 6-7, 6-0, 6-2 |
| 04. | 2010-10-17 | Troy        | $50.000   | hardcourt     | Ashley Weinhold          | 6-1, 6-2      |
| 05. | 2012-10-21 | Rock Hill   | $25.000   | hardcourt     | Sharon Fichman           | 3-6, 7-6, 6-2 |
| 06. | 2018-02-04 | Antalya     | $15.000   | hardcourt     | Cristina Ene             | 6-3, 6-3      |
| 07. | 2018-02-11 | Antalya     | $15.000   | hardcourt     | Nina Stadler             | 6-1, 6-4      |
| 08. | 2018-02-18 | Antalya     | $15.000   | hardcourt     | Gaia Sanesi              | 6-2, 6-1      |
| 09. | 2018-07-15 | Winnipeg    | $25.000   | hardcourt     | Julia Glushko            | 7-6, 7-6      |
| 10. | 2018-09-22 | Lubbock     | $25.000   | hardcourt     | Robin Anderson           | 6-4, 6-1      |
| 11. | 2019-05-19 | Kurume      | $60.000   | tapijt        | Yuki Naito               | 6-4, 7-6      |
| 12. | 2021-07-18 | Evansville  | $25.000   | hardcourt     | Mayo Hibi                | 6-3, 3-6, 6-0 |
| 13. | 2022-03-06 | Arcadia     | $60.000   | hardcourt     | Alycia Parks             | 7-6, 6-1      |
| 14. | 2024-02-11 | Irapuato    | $ 100.000 | hardcourt     | Jule Niemeier            | 6-1, 6-2      |
| 15. | 2024-06-23 | Ilkley      | $ 100.000 | gras          | Jessika Ponchet          | 4-6, 6-1, 6-4 |
| 16. | 2024-10-20 | Calgary     | $ 60.000  | hardcourt (i) | Anna Rogers              | 7-5, 6-4      |

### Gewonnen ITF-toernooien dubbelspel
| nr. | finale     | toernooi   | dotatie | ondergrond | partner          | tegenstandsters in finale        | score            |
| --- | ---------- | ---------- | ------- | ---------- | ---------------- | -------------------------------- | ---------------- |
| 1.  | 2008-07-27 | Evansville | $10.000 | hardcourt  | Ellah Nze        | Courtney Dolehide Kirsten Flower | 7-5, 6-3         |
| 2.  | 2008-10-12 | Southlake  | $10.000 | hardcourt  | Beatrice Capra   | Mary Gambale Elizabeth Lumpkin   | 3-6, 6-4, [10-6] |
| 3.  | 2019-07-20 | Gatineau   | $25.000 | hardcourt  | Leylah Fernandez | Hsu Chieh-yu Marcela Zacarías    | 7-6, 6-3         |

## Resultaten grandslamtoernooien
| Legenda | Legenda                          |
| ------- | -------------------------------- |
| g.t.    | geen toernooi gehouden           |
| l.c.    | lagere categorie                 |
| –       | niet deelgenomen                 |
| G       | uitgeschakeld in de groepsfase   |
| 1R      | uitgeschakeld in de eerste ronde |
| 2R      | uitgeschakeld in de tweede ronde |
| 3R      | uitgeschakeld in de derde ronde  |
| 4R      | uitgeschakeld in de vierde ronde |
| KF      | uitgeschakeld in de kwartfinale  |
| HF      | uitgeschakeld in de halve finale |
| F       | de finale verloren               |
| W       | het toernooi gewonnen            |
| w-v     | winst/verlies-balans             |

### Enkelspel
| toernooi        | 2010 | 2011 | 2012 | 2013 |    | 2021 | 2022 | 2023 | 2024 |
| --------------- | ---- | ---- | ---- | ---- | -- | ---- | ---- | ---- | ---- |
| Australian Open | –    | 2R   | 1R   | 1R   | 2R | 1R   | 1R   | 1R   |      |
| Roland Garros   | –    | 3R   | –    | –    | –  | 1R   | 1R   | –    |      |
| Wimbledon       | –    | 2R   | –    | –    | –  | 1R   | 1R   | –    |      |
| US Open         | 2R   | 1R   | –    | –    | 1R | 3R   | 1R   | –    |      |

### Vrouwendubbelspel
| toernooi        | 2011 | 2012 |    | 2023 |
| --------------- | ---- | ---- | -- | ---- |
| Australian Open | –    | 1R   | 1R |      |
| Roland Garros   | 1R   | –    | 1R |      |
| Wimbledon       | 1R   | –    | –  |      |
| US Open         | 1R   | –    | –  |      |

### Gemengd dubbelspel
| toernooi        | 2011 |
| --------------- | ---- |
| Australian Open | –    |
| Roland Garros   | –    |
| Wimbledon       | 1R   |
| US Open         | –    |